# Wolfgang Köpp
Wolfgang Köpp (* 30. Mai 1933 in Fürstenwalde) ist ein deutscher Schriftsteller.
Der promovierte Veterinär war zur DDR-Zeit als Tierarzt im Bezirk Neubrandenburg tätig. Seit 1971 praktizierte er in Alt Rehse, wo er noch heute wohnt. Von 1994 bis 2001 war er Bürgermeister von Alt Rehse.
Wolfgang Köpp verfasste mehrere autobiographisch geprägte Bücher über die Jagd und seine Arbeit als Tierarzt, in denen er den Alltag der Landwirtschaft in der DDR schildert. Außerdem beschäftigt er sich mit der Geschichte von Alt Rehse, insbesondere mit der dort in der Zeit des Nationalsozialismus bestehenden Führerschule der Deutschen Ärzteschaft.

## Schriften (Auswahl)
- Stille am langen Bruch. Jagderzählungen. 2. Auflage. Nordwestmedia, Grevesmühlen 2005, ISBN 3-937431-14-4 (1. Auflage BLV, München 1999).
- Alt Rehse. Schau auf dieses Dorf. M. Gust, Blankensee 1999, ISBN 3-934741-02-9.
- Der einsame Ruf. Jagderzählungen. Nordwestmedia, Grevesmühlen 2003, ISBN 3-9808335-9-3.
- Lockt die Wachtel noch im Feld. Nordwestmedia, Grevesmühlen 2005, ISBN 3-937431-13-6.
- Von Tieren und anderen Menschen. „Seht, was aus uns geworden ist!“ Nordwest Media, Grevesmühlen 2008, ISBN 978-3-937431-48-2.